# Richie Merritt
Richie Merritt (Baltimore, Maryland, 26 de abril de 2001) es un actor estadounidense, conocido por interpretar a Richard Wershe Jr. en la película de drama criminal White Boy Rick (2018).

## Biografía
Richie Merritt nació en Baltimore, Maryland, Estados Unidos. 
Sus padres trabajaban en especialidades de toallas. 
Tiene un hermano mayor llamado Trinity Merritt. Asistió a la escuela secundaria de Dundalk para la educación primaria. 
Para tener un mejor futuro, decidió trasladarse a Los Ángeles, California.
En 2018, Richie hizo su debut en el cine con la película White Boy Rick, donde interpretó a Richard Wershe Jr. En la película, Matthew McConaughey apareció como  "Richard Wershe Sir", su padre, y Bel Powley como su hermana "Dawn Wershe". Fue descubierto para la película en la oficina del director de su escuela.
Fue elegido en una búsqueda de casting a nivel nacional para interpretar a Richard Wershe Jr. cuando solo tenía 15 años. Pasó dos semanas con un entrenador de actuación antes de volar a Los Ángeles para la audición.

## Filmografía

### Películas
| Año  | Título         | Rol                |
| ---- | -------------- | ------------------ |
| 2018 | White Boy Rick | Richard Wershe Jr. |
| 2021 | Clean          | Mikey              |
| 2024 | Lola           | Malachi            |

### Televisión
| Año  | Título   | Rol       | Notas       |  |
| ---- | -------- | --------- | ----------- |  |
| 2022 | Euphoria | Bruce Jr. | 2 Episodios |  |